# 金鸡河 (泃河)
40°05′02″N 116°59′09″W / 40.08384°N 116.98586°W
金鸡河是北京地区的一条河流，为泃河的支流。

## 历史起源
金鸡河，一源为北京市顺义区唐指山南麓山脚下的山泉，另一源为发源于北京市顺义区龙湾屯镇丁甲庄村的糖麻河，二支流于龙湾屯镇南坞村汇流，由西北流向东南，经北京市平谷区马坊镇英城村南英城大桥与泃河汇流。最后汇于蓟运河。
该河曾称五百沟水，相传一地主欲强行纳长工的女儿为妾，姑娘坚贞不从，投河自尽变为金鸡，每早啼醒人民起床劳动，人们故将此河换做金鸡河。

## 河流简介
金鸡河一说全长27公里，另一说全长21.6千米，流域面积168平方公里。该河在顺义境内属于地下河，常年有基流，平谷境内平日流量较小，仅为0.37立方米每秒，主要用于汛期防洪作用。